# Ptychatractus
Ptychatractus là một chi ốc biển, là động vật thân mềm chân bụng sống ở biển trong họ Ptychatractidae.

## Các loài
Các loài thuộc chi Ptychatractus bao gồm:
- Ptychatractus ligatus (Mighels & C.B. Adams, 1842)[2]
- Ptychatractus occidentalis Stearns, 1873[3]
- Ptychatractus youngi Kilburn, 1975[4]